# Los Bandoleros Reloaded
Don Omar Presenta: Los Bandoleros Reloaded es un álbum doble recopilatorio más el agregado DVD, presentado por el cantante puertorriqueño de reguetón Don Omar. Fue publicado el 21 de noviembre de 2006 a través de los sellos discográficos All Star Records y Machete Music, siendo sucesor de la recopilación Los bandoleros.
La recopilación cuenta con cinco de sencillos incluidos como «El señor de la noche» y «Anda sola» ambas de Don Omar. Entre otras interpretaciones que incluye el álbum están Franco El Gorila con «Baila sola», Cosculluela con «El Bandolero» y TNT con «Dios te libre».

## Recepción
El álbum logró 2 millones de dólares en Estados Unidos.

## Lista de canciones

### Disco 1
| N.º | Título                                        | Productor(es)         | Duración |  |
| 1.  | «Intro» (Gallego)                             | Escobar · Fade        | 2:34     |  |
| 2.  | «Anda sola» (Don Omar)                        | DJ Memo               | 2:52     |  |
| 3.  | «MySpace» (Don Omar, Wisin & Yandel)          | Nely · Eliel          | 3:41     |  |
| 4.  | «La vecinita» (Vico C)                        | Nesty                 | 4:25     |  |
| 5.  | «Mángala» (Mario VI)                          | Fade                  | 3:36     |  |
| 6.  | «Baila sola» (Franco El Gorila)               | Doble A & Nales       | 3:26     |  |
| 7.  | «Cae la Luna» (Valentino)                     | Escobar · Fade        | 3:24     |  |
| 8.  | «Tú pa' trás y yo pa'lante» (Voltio)          | Rafy Mercenario       | 3:34     |  |
| 9.  | «Buscándote» (Jomar)                          | Mambo Kingz           | 3:20     |  |
| 10. | «Señor de la noche» (Don Omar)                | Nesty                 | 3:24     |  |
| 11. | «El bandolero» (Cosculluela)                  | Echo                  | 3:18     |  |
| 12. | «Cómo hacer» (Gocho)                          | Santana               | 3:00     |  |
| 13. | «Convéncete» (Naldo)                          | Nesty · Víctor        | 3:07     |  |
| 14. | «Acción» (Yaga & Mackie con Jeyko El Padrote) | Walde                 | 3:01     |  |
| 15. | «Te recordaré» (Lennox con Norrys)            | DJ Blass · Live Music | 4:32     |  |

### Disco 2
| N.º | Título                                        | Productor(es)      | Duración |  |
| 1.  | «Se transporta» (Marvin)                      | Eliel · Fade       | 3:24     |  |
| 2.  | «Sicario» (Mero)                              | Yazid              | 3:23     |  |
| 3.  | «Quema, Quema» (Aldo & Dandy)                 | DJ Memo            | 3:27     |  |
| 4.  | «Declaro» (Manny Montes & Redimi2)            | Nelly              | 4:55     |  |
| 5.  | «Estás calentándome» (Baby Ranks)             | Luny Tunes · Tainy | 4:15     |  |
| 6.  | «Atácalos» (Rey Pirin)                        | Nesty              | 3:29     |  |
| 7.  | «Chica de batalla» (Yo-Seph)                  | Doble A & Nales    | 3:19     |  |
| 8.  | «No te obligo» (Alex Killer)                  | Doble A & Nales    | 3:27     |  |
| 9.  | «Ella anda sola» (Andy Boy)                   | DJ Memo            | 3:39     |  |
| 10. | «Química II» (Wiso G)                         | Rafy Mercenario    | 2:55     |  |
| 11. | «Chouchianna» (Glory)                         | Danny Fornaris     | 3:52     |  |
| 12. | «Dios te libre» (TNT)                         | Yazid              | 4:11     |  |
| 13. | «A lo loco» (Roka & Gami)                     | Bones              | 3:30     |  |
| 14. | «Yo no me dejo (Bonus track 1)» (Don Omar)    | Tainy · Bones      | 2:55     |  |
| 15. | «9/11/06 (Bonus track 2)» (Don Omar con Rell) | Nesty · Nely       | 2:58     |  |

### Disco 3
1. "Don Omar" (Bandolero's on the road)

## Remixes
| N.º | Título                                               | Productor(es)          | Duración |  |
| 1.  | «Declaro (Reggaetón Remix)» (Manny Montes & Redimi2) | Sandy NLB · Obed & Eli | 4:49     |  |

## Posicionamiento en listas
| Listas (2006)                        | Mejor posición |
| ------------------------------------ | -------------- |
| Estados Unidos (Latin Rhythm Albums) | 7              |
| Estados Unidos (Top Latin Albums)    | 25             |

| Listas (2007)                        | Posición |
| ------------------------------------ | -------- |
| Estados Unidos (Latin Rhythm Albums) | 18       |